# Eupithecia limnata
Eupithecia limnata là một loài bướm đêm trong họ Geometridae.